# Pagurus annexus
Pagurus annexus är en kräftdjursart som beskrevs av Mclaughlin och Haig 1993. Pagurus annexus ingår i släktet Pagurus och familjen eremitkräftor. Inga underarter finns listade i Catalogue of Life.